# 斯凱爾涅維采縣

51°57′10″N 20°8′30″E / 51.95278°N 20.14167°E
斯凱爾涅維采縣（波蘭語：Powiat skierniewicki），是波蘭的縣份，位於該國中部，由羅茲省負責管轄，首府設於斯凱爾涅維采，面積756平方公里，2006年人口37,779，人口密度每平方公里50人。